# Ariana (região)

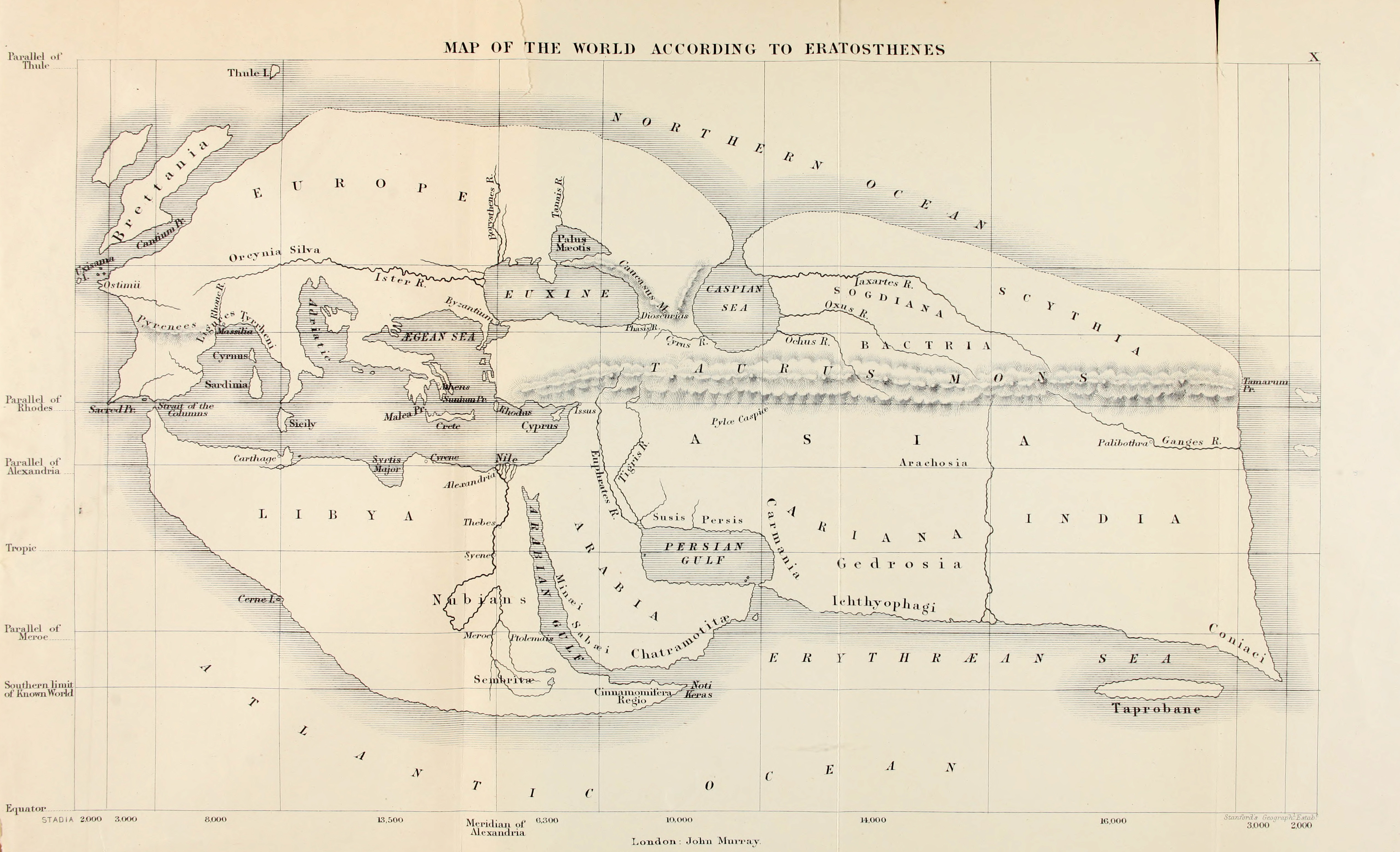
Reconstrução do século XIX do mapa-múndi de Erastóstenes, c. O nome Ariana pode ser lido no mapa

Ariana (forma latinizada do grego: 'Αρειανή, transl. Arianē), era uma região que abrangia os países do leste da antiga Pérsia, próximos ao subcontinente indiano, território que atualmente é ocupado pelo Irã, Afeganistão e o noroeste do Paquistão. Por diversas vezes a região esteve dominada pelos persas, macedônios e, em parte, pelos povos da Ásia Meridional. Seus limites exatos foram descritos com pouca precisão nas fontes clássicas, e parece ter sido confundida (como, por exemplo, por Plínio, o Velho, em sua Naturalis Historia) com a pequena província de Ária.
Como um termo geográfico, o nome Ariana foi introduzido por Eratóstenes, que definiu suas fronteiras como o rio Indo, a leste, o oceano, a sul, uma linha que avançava da Carmânia ao mar Cáspio, a oeste, e os chamados Montes Tauro ao norte. Esta grande região incluía todos os países a leste da Média e Pérsia e ao sul das grandes cadeiras de montanha até os desertos de Gedrósia e Carmânia (ou seja, as províncias de Carmânia, Gedrósia, Drangiana, Aracósia, Ária e as Paropassâmides; a Báctria também era incluída em Ariana, chegando a ser chamada de "adorno de toda a Ariana" por Apolodoro de Artemita. Após ter descrito as fronteiras de Ariana, Estrabão escreveu que seu nome, Αρειανή, também podia ser aplicado a parte do território habitado pelos persas e medos, bem como, a norte, pelos báctrios e soguedianos. Uma descrição detalhada da região pode ser encontrada na Geografia, de Estrabão.